# Burg Alpen

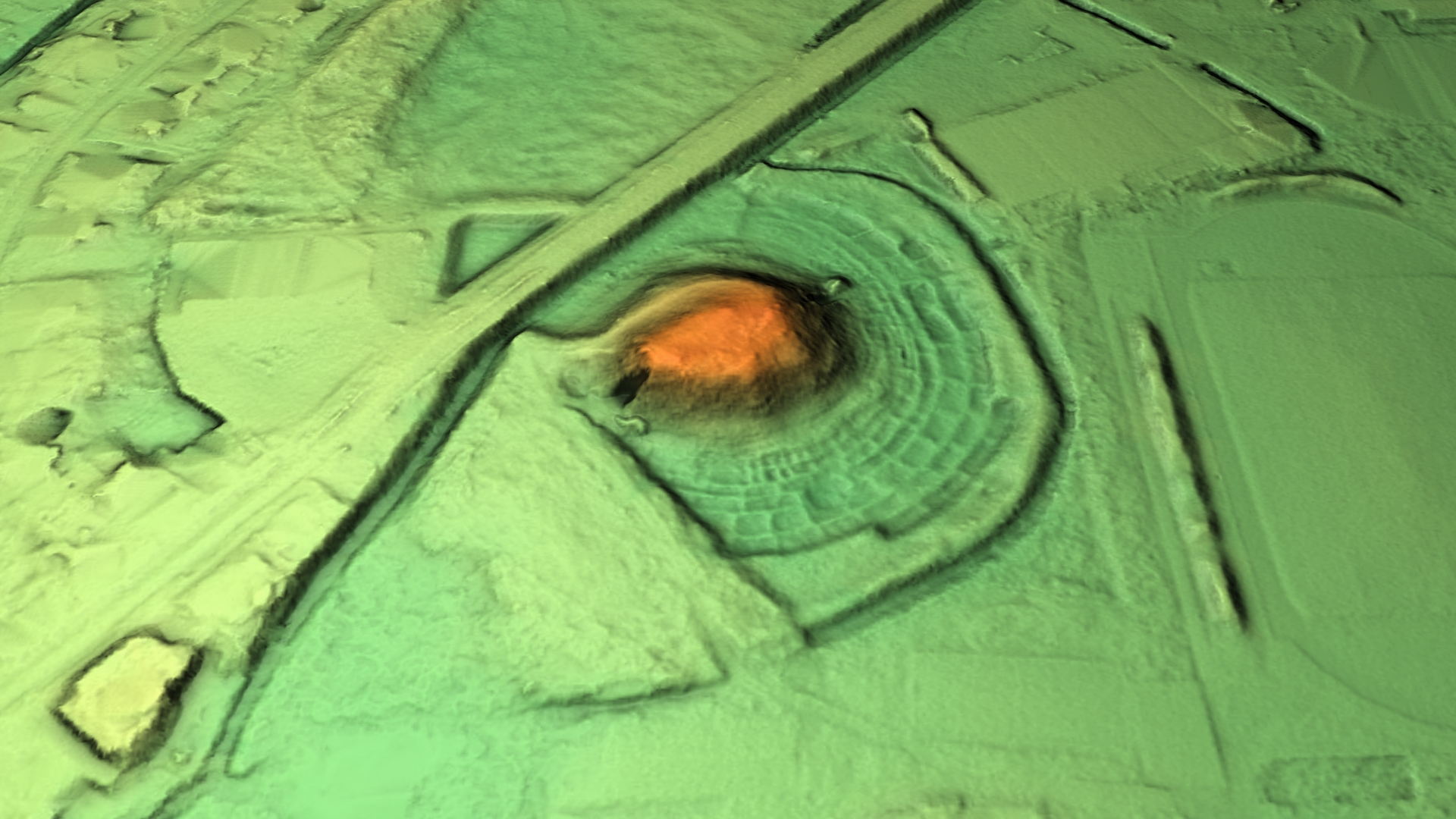
3D-Ansicht des digitalen Geländemodells

Die Burg Alpen ist eine abgegangene Turmhügelburg (Motte) bei der Gemeinde Alpen (Burgstraße) im Kreis Wesel in Nordrhein-Westfalen.
Die Burg, die im Besitz von Heinrich von Alpen war und nach Verpfändungen an die Familie von Neuenahr kam, war eine ehemals von Wassergräben geschützte Motte mit möglicherweise zwei Vorburgen und wurde erstmals um 1200 urkundlich erwähnt. Bewohnt war die Burg noch bis in das 18. Jahrhundert. Durch ein Erdbeben im Jahre 1758 unbewohnbar geworden, zerfielen die Gebäude schließlich. 1809 wurde die Motte abgetragen und das Material zum Bau einer unter französischer Besatzung angelegten Chausseestraße (Burgstraße) verwendet. Diese Straße schneidet den westlichen Teil des Mottenhügels, heute ein Burgstall.
Amalia von Neuenahr-Alpen, Gräfin von Limburg wurde 1539 als Tochter des Gumprecht II. von Neuenahr-Alpen  auf dem Schloss geboren.